# Micaià
Micaià (en hebreu: מיכיהו Mikay'hu Qui és com Yahvè?) fill d'Imlà, va ser un profeta hebreu que segons la Bíblia va viure en temps de Josafat, el quart rei de Judà.
Josafat, el rei de Judà, va visitar el rei d'Israel Acab i li va preguntar si aniria amb ell a atacar la ciutat de Ramoth-Gilead, que estava sota el domini del rei d'Aram. Josafat l'hi va demanar també que consultés primer "la paraula de Jehovà". Acab va cridar els seus profetes i va preguntar si havia d'anar a lluitar contra aquella ciutat. Els profetes van respondre dient al rei d'Israel que anés a la batalla, que Déu posaria la ciutat de Ramoth-Gilead a les seves mans. Josafat va preguntar al rei si no hi havia altres profetes per proposar-los-hi la qüestió, i Acab va mencionar Micaià, fill d'Imlà, però va dir que rebutjava les seves profecies, perquè en el passat no havia profetitzat a favor d'ell. Davant la insistència de Josafat, van enviar un missatger a buscar Micaià perquè donés la seva profecia. El missatger va advertir al profeta que Acab volia una resposta favorable. Micaià va respondre que donaria la resposta que Déu li enviés.
Micaià es va presentar davant del rei d'Israel, i en ser preguntat si Acab havia d'entrar en batalla va respondre inicialment igual als altres profetes, però Acab va insistir i Micaià va donar la veritable profecia, inspirada per Jehovà: Va explicar que Déu s'havia reunit amb els principals del cel per veure qui acomiadaria Acab quan entrés en batalla, ja que havia de morir. Al mateix temps va presentar un "esperit mentider que parlava per boca dels profetes", i que feia que les profecies donades fins llavors pels altres profetes fossin falses, provocades per aquell esperit. Enfadat Acab pel que l'hi havia dit Micaià, el va fer tancar a la presó fins que tornés de la batalla.
Acab, tal vegada preocupat, es va disfressar i es va presentar a la batalla en un lloc secundari, sense conduir les seves tropes. No obstant, el rei va ser mort a la batalla, ferit per una fletxa disparada a l'atzar, complint-se així la profecia i contradient les falses promeses dels 400 profetes que havien predit la victòria.
Aquesta història també s'explica al Segon llibre de les Cròniques, capítol 18.